# (27087) Tillmannmohr
(27087) Tillmannmohr est un astéroïde de la ceinture principale.

## Description
(27087) Tillmannmohr est un astéroïde de la ceinture principale. Il fut découvert le 24 octobre 1998 à l'Observatoire Kleť par Jana Tichá et Miloš Tichý. Il présente une orbite caractérisée par un demi-grand axe de 2,38 UA, une excentricité de 0,07 et une inclinaison de 6,1° par rapport à l'écliptique.

## Compléments